# Políptico menor de Santo Domingo
El Políptico menor de Santo Domingo o Políptico de San Pedro mártir, es una pintura al temple y dorado sobre tabla de Carlo Crivelli, datada en 1476 y hoy separada entre la National Gallery de Londres y el Museo de Bellas Artes de Budapest.

## Historia
En 1868 llegó al museo londinense un gran políptico de Crivelli, ya en la colección Demidoff de Florencia (de donde tomó el nombre). Anteriormente había sido visto en Roma por Lanzi en 1789 en poder del cardenal Zelada y llegó a Florencia con la familia Rinuccini.
La forma del políptico era tan inusual que dejó perpleja a la crítica: una Madonna en el centro de cuatro paneles con santos, coronada por cuatro medias figuras (y hasta aquí nada extraño), una cúspide neogótica sobre María y, más arriba, un tercer registro de cuatro santos de cuerpo entero. Con el tiempo se fortaleció la idea de que se tratara de un ensamblaje arbitrario de paneles de diversa procedencia, hipótesis luego confirmada del estudio de las fuentes ascolanas.
De hecho, incluía elementos de un políptico de 1476 originariamente en la iglesia de Santo Domingo en Ascoli Piceno (lo mencionan Orsini y Lazzari), y la presencia de santos dominicanos en los dos registros inferiores del políptico Demidoff confirman la identificación: el denominado Políptico de 1476. Además Lazzari (1724) y Ricci (1834, sobre testimonio más antiguo de Bartoli) recordaban un segundo políptico del artista en aquella iglesia, referible también a 1476, el que hoy se denomina Políptico menor de Santo Domingo.
Se presume así pues que los dos polípticos fueron desmantelados de los altares en ocasión de las reformas interiores de 1776 aproximadamente, vendidos luego al anticuario Grossi que los desmembró, vendiéndolos separadamente y reagrupando una parte de los paneles en un falso políptico que efectivamente adquirió el cardenal Zelada.
Federico Zeri y Rodolfo Pallucchini reintegraron luego los polípticos asignando al primero (originalmente sobre el altar mayor), la Piedad en el Museo Metropolitano de Arte, y la Madonna en el Museo de Bellas Artes de Budapest, formando parte de la colección Esterhazy. Los polípticos debían tener además una predela cada uno, de las cuales no ha quedado rastro.
En 1961 la National Gallery desmontó los paneles reconstruyéndolos en dos polípticos separados como indicaban los estudiosos.

## Descripción y estilo

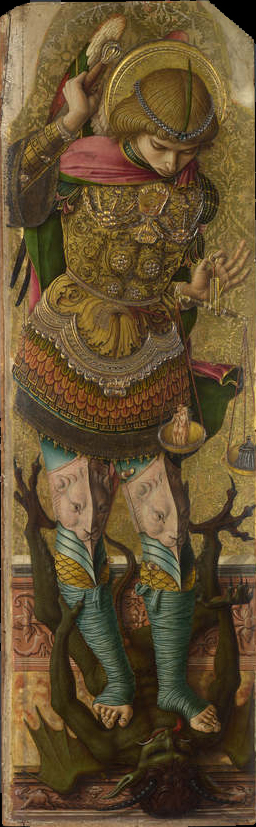
San Miguel Arcángel.

El políptico tiene en el panel central una Madonna entronizada con el Niño flanqueada por cuatro santos de cuerpo entero a los lados. No se conservan noticias sobre el panel superior ni la predela.
Como en todas las obras de Crivelli de este tipo, el políptico se distingue por un elevado nivel artístico, en el que se funden con armonía elementos contrapuestos: suntuosidad bizantina, elegancia gótica, construcción espacial renacentista, recordando lo antiguo y mostrando una extrema habilidad.
Los paneles son los siguientes (todos en la National Gallery, salvo la Madonna):
- Madonna con el Niño, 106,5 x 55,3 cm, firmada OPVS CAROLI CRIVELLI VENETI, en Budapest
- San Miguel Arcángel, 90,5 x 26,5 cm
- San Jerónimo, 91 x 26 cm
- San Pedro Mártir, 90,5 x 26,5 cm
- Santa Lucía, 91 x 26,5 cm

Tratándose de una obra destinada a una iglesia dominicana, Pedro mártir originalmente debió tener una posición preeminente, a la derecha de la Virgen.

### La Madonna con el Niño
María está sentada sobre un trono marmóreo ricamente decorado, típicamente paduano, como muestra la guirnalda de hojas y enormes frutas. Veneciano (inspirado en los flamencos) es el detalle de colocar un rico paño a lo largo del respaldo, que aísla la figura sagrada frente al fondo y al tiempo la destaca.
La Virgen, de delicados rasgos, sujeta con la punta de dos dedos el tallo de una manzana en poder del Niño, que alude al fruto del Pecado original y así a la misión de Redención de Jesús.
La rica ornamentación y esplendor se aúnan con el realismo tierno y delicado de los rostros, las manos y los gestos. Particularmente hermoso y logrado es el manto de María, que sugiere las piernas y cae con amplios pliegues hasta el escalón donde se encuentra la firma y fecha.

### Los santos
Los santos de cuerpo entero están tratados con el habitual realismo crivelliano acompañado de una viva vena descriptiva, enfocada en mostrar todos los detalles de las iconografías tradicionales. Extraordinario es Miguel, que pisa un diablo agitado y grotesco, levantando la espada y sosteniendo, con la otra mano, la balanza con la cual pesa las almas. San Jerónimo, con su habitual aspecto anciano y severo con atuendo de cardenal, sostiene en las manos un libro que representa la Vulgata y la maqueta de la iglesia, y tiene a los pies el típico león domesticado. San Pedro mártir, muy reconocible por el machete o espada corta clavada en la cabeza y el hábito dominicano, ora ferviente mirando hacia arriba, con un giro acentuado, y tiene un puñal clavado en el pecho. Santa Lucía también mira a lo alto, sosteniendo una rama espinosa, símbolo de la palma del martirio y un platillo sobre el cual están sus ojos.
A menudo los pies de las figuras aparecen escorzados y salen del escalón sobre el cual descansan, hacia el espectador, un recurso muy frecuente en Crivelli, derivado de los experimentos de Mantegna que fue uno de sus maestros.

## Posible reconstrucción
|  |  |  |  |  |